# Cesare Bonizzi
Fratello Metallo (en italiano: Hermano Metal), nacido como Cersare Bonizzi (Offanengo, 15 de marzo de 1946-19 de noviembre de 2024), fue un fraile franciscano y cantante italiano. Se especializó en el Heavy Metal y también fue conocido como Fray Cesare y Fray Rock. El fraile franciscano pertenecía a la Orden de los Hermanos Menores Capuchinos, y en los últimos años se hizo conocido por su pasión por la música metal.

## Biografía
Fray Cesare desde los 18 años trabajó como obrero, luego como una persona de ventas, para descubrir su vocación, ingresando en un convento en 1975. Trabajó en una misión en Costa de Marfil, y más tarde regresó a Italia, donde se ordenó como sacerdote en 1983. Luego de haber presenciado un recital de Metallica en 1990, se dejó llevar por su pasión por el metal, la cual plasma en su música.
Fratello Metallo ha participado en el festival de Gods of Metal de 2005 en Bolonia, como invitado, en el Gods of Metal de 2006 en Milán y de nuevo en la edición 2008 de Gods of Metal también en Bolonia. Actualmente vive en el convento de Musocco, un distrito de Milán. A finales de 2009, anunció que no volvería a tocar en vivo ni a grabar álbumes, explicando que su fama causó discordio con su banda y entorno social, por lo que prefirió regresar a sus hábitos.

## Estilo musical
Su estilo musical está relacionado con el Heavy metal, con influencias de Metallica y Megadeth, según él mismo ha dicho. Sin embargo, anteriormente incursionó en otros géneros como el New Age, el cual no desarrolla en la actualidad. El diario International Herald Tribune lo describió de la siguiente manera: «En directo es una fuerza de la naturaleza… sobrenatural».

## Discografía
- Come Fiamma
- Droghe
- Primi Passi
- Straordinariamente Ovvio
- Maria e Noi
- Francesco Come Noi
- Credo
- Il LA Cristiano
- Vie Crucis
- Misteri